# Miroslav Mikeska
Miroslav Mikeska (* 10. června 1936) je bývalý český fotbalista, záložník a útočník.

## Fotbalová kariéra
V československé lize hrál za Baník Ostrava a Rudou Hvězdu Brno. Nastoupil ve 179 utkáních a dal 40 gólů. Za juniorskou reprezentaci nastoupil v 8 utkáních a dal 6 gólů a za reprezentační B-tým nastoupil v 1 utkání a dal 1 gól.

## Ligová bilance
| Ročník                                   | Zápasy | Góly | Klub             |
| ---------------------------------------- | ------ | ---- | ---------------- |
| Přebor československé republiky 1954     | 1      | 1    | Baník Ostrava    |
| Přebor československé republiky 1955     | 23     | 8    | Baník Ostrava    |
| 1. československá fotbalová liga 1956    | 16     | 4    | Baník Ostrava    |
| 1. československá fotbalová liga 1957/58 | 16     | 5    | Baník Ostrava    |
| 1. československá fotbalová liga 1957/58 | 13     | 1    | Rudá Hvězda Brno |
| 1. československá fotbalová liga 1958/59 | 24     | 2    | Rudá Hvězda Brno |
| 1. československá fotbalová liga 1959/60 | 7      | 1    | Rudá Hvězda Brno |
| 1. československá fotbalová liga 1959/60 | 13     | 3    | Baník Ostrava    |
| 1. československá fotbalová liga 1960/61 | 20     | 9    | Baník Ostrava    |
| 1. československá fotbalová liga 1961/62 | 18     | 3    | Baník Ostrava    |
| 1. československá fotbalová liga 1962/63 | 20     | 2    | Baník Ostrava    |
| 1. československá fotbalová liga 1963/64 | 8      | 1    | Baník Ostrava    |
| CELKEM                                   | 179    | 40   |                  |